# Figiel
Figiel – nazwisko polskie, pochodzące od przezwiska figiel, lub od niemieckiego przezwiska Fiegel, Figel. Formy żeńskie: Figiel, Figielowa, Figlowa, Figielówna, Figlówna, Figlanka.
Osoby noszące nazwisko Figiel:
- Adam Figiel
- Aneta Figiel
- Maciej Figiel
- Marzena Figiel Strzała
- Piotr Figiel
- Sia Figiel(inne języki), Samoa poeta, powieściopisarz, malarz, pisarz
- Tadeusz Figiel